# 102. Infanterie-Division (Wehrmacht)
La 102. Infanterie-Division fu una divisione dell'esercito tedesco attiva durante la seconda guerra mondiale che venne creata nel 1940 e fu impiegata lungo il Fronte Occidentale dove fu distrutta nel 1945.

## Storia
La divisione fu costituita il 15 dicembre 1940 nell'area di addestramento militare di Groß-Born, da un terzo dell'8. Infanterie-Division e dalla 28. Infanterie-Division. Dopo che la formazione fu completata la divisione prese parte all'Operazione Barbarossa a partire dal 22 giugno 1941; attraversò Augustowo, Grodno, Vilna, Polotsk, Velikiye Luki e il Daugava nell'area di Rzev, dove rimase dal novembre 1941 al dicembre 1942. Nel gennaio 1943 venne trasferita nella zona del Krupischino, dove rimase fino a luglio, quando venne spostata nell'area a sud di Lokot, a sud-ovest di Orel; ciò fu seguito da battaglie difensive e di ritirata attraverso il Desna fino a Gomel e attraverso il Dnepr vicino a Lojew. Il 2 novembre 1943, i resti della 216. Infanterie-Division furono incorporati nella divisione e dal novembre 1943 in poi, si ritirò con pesanti combattimenti difensivi a sud di Bobruisk, nell'area di Pripyt e a luglio 1944 nell'area a nord-est di Brest. Da agosto la divisione continuò la ritirata attraverso il Bug e il Narew, arrivando in Prussia orientale nel gennaio 1945 e dopo le sanguinose battaglie per questa zona la divisione fu decimata ed i suoi resti si ritirarono attraverso Sensburg, Heilsberg e Königsberg. La divisione fu schiacciata nella Sacca di Braunsberg-Heiligenbeil ed i suoi resti riuscirono a fuggire fino a Pillau e continuarono a combattere nella Pomerania Occidentale, dove capitolarono agli americani a Trave il 5 maggio 1945.

## Ordine di battaglia
102. Infanterie-Division 1940
- Infanterie-Regiment 232
- Infanterie-Regiment 233
- Infanterie-Regiment 235
- Artillerie-Regiment 104
- Pionier-Bataillon 102
- Panzerjäger-Abteilung 102
- Aufklärungs-Abteilung 102
- Divisions-Nachrichten-Abteilung 102
- Divisions-Nachschubführer 102

102 Infanterie-Division 1943
- Grenadier-Regiment 84
- Grenadier-Regiment 232
- Divisions-Gruppe 216
- Divisions-Füsilier-Bataillon 102
- Artillerie-Regiment 104
- Pionier-Bataillon 102
- Panzerjäger-Abteilung 102
- Aufklärungs-Abteilung 102
- Divisions-Nachrichten-Abteilung 102
- Divisions-Nachschubführer 102

## Comandanti
- Generalleutnant John Ansat (10 dicembre 1940 - 1 febbraio 1942)
- Generalleutnant Albrecht Baier (1 febbraio 1942 - 10 marzo 1942)
- Generalmajor Werner von Räsfeld (10 marzo 1942 - 1º maggio 1942)
- Generaloberst Johannes Frießner (1º maggio 1942 - 19 gennaio 1943)
- General der Infanterie Otto Hitzfeld (19 gennaio 1943 - 5 novembre 1943)
- Generalleutnant Werner von Bercken (5 novembre 1943 - marzo 1945)
- Oberst Ludwig (marzo 1945 - 5 maggio 1945)[1]